# Kepler-20 f
Kepler-20 f è un pianeta extrasolare che orbita attorno alla stella Kepler-20, nella costellazione della Lira. È il primo pianeta terrestre orbitante intorno a una stella simile al nostro Sole scoperto dal telescopio Kepler. Il pianeta ha un raggio di circa 1,03 quello terrestre ed una temperatura superficiale di circa 700 K (427 °C). Orbita intorno alla sua stella madre a una distanza media di 17,5 milioni di chilometri su un'orbita piuttosto eccentrica.
Assieme alla scoperta di Kepler-20f è stato annunciato anche un altro pianeta, Kepler-20 e.

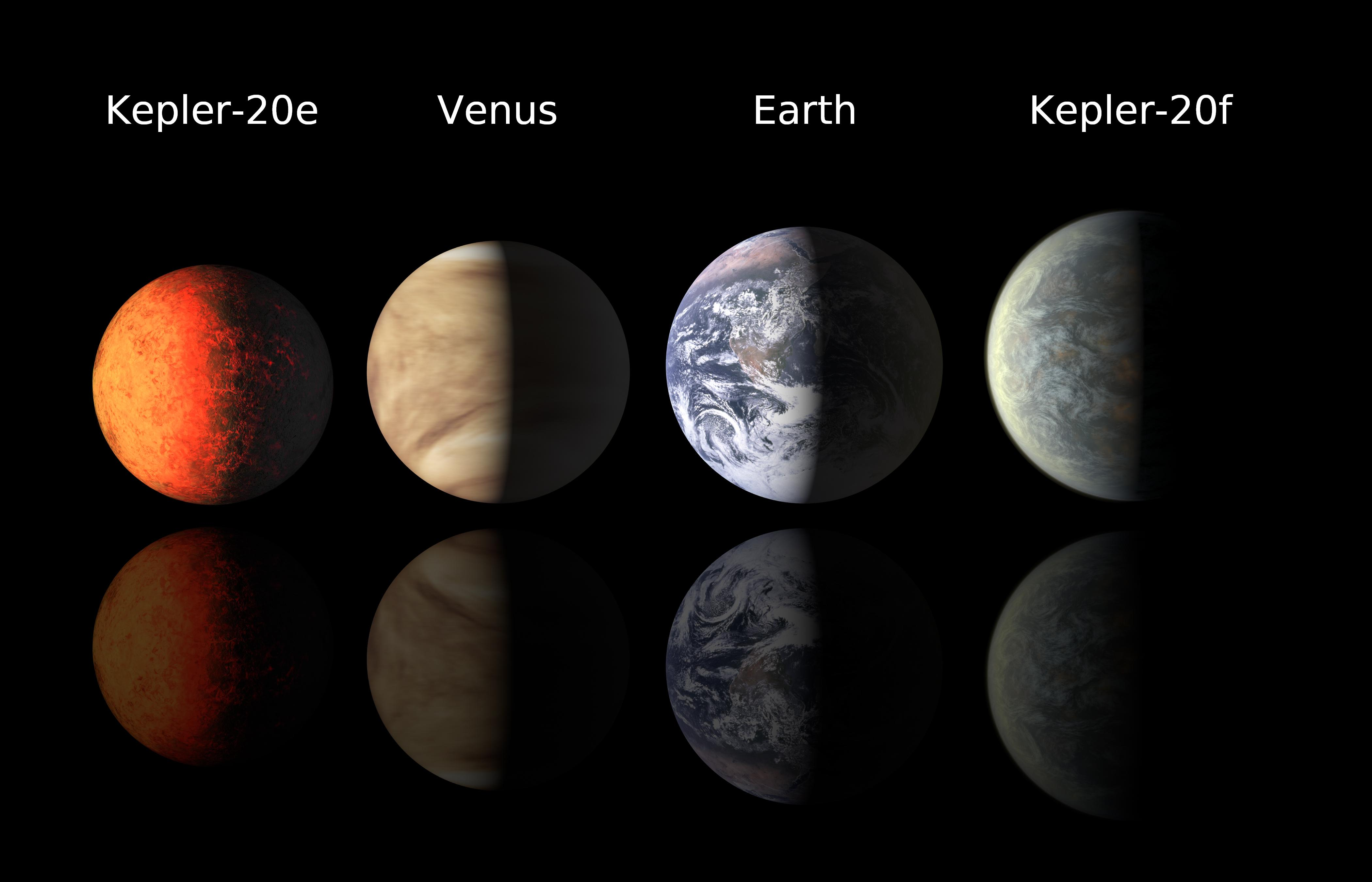
Kepler-20e e Kepler-20f rapportati alla Terra e a Venere.